# Denis O'Hare
Denis Patrick Seamus O'Hare (Kansas City, Missouri, 17 de gener de 1962) és un actor estatunidenc reconegut per les seves participacions premiades a Take Me Out i Sweet Charity i més recentment pel seu paper del rei vampir Russell Edgington a la sèrie True Blood, de HBO. Destaca també pels seus diferents rols en la sèrie American Horror Story.

## Biografia
O'Hare va néixer a Kansas City, Missouri, fill de Margaret Karene (de soltera Kennedy; 25 de gener de 1931 - 8 d'octubre de 2008) i John M. O'Hare. Té tres germanes, Pam, Patricia i Kathleen, i un germà, Michael. O'Hare va créixer als suburbis de Detroit, vivint a Southfield fins als 15 anys, quan la seva família es va traslladar a Wing Lake a Bloomfield Hills. La seva mare era músic i ell va créixer tocant l'orgue de l'església. O'Hare és d'origen irlandès i té un passaport irlandès.
Quan era adolescent, O'Hare va estar al cor de la seva escola, i el 1974 va anar a la seva primera audició, guanyant una part del cor en una producció de teatre comunitari de Show Boat. El 1980, O'Hare va deixar Detroit per anar a Chicago per estudiar teatre a la Northwestern University.

## Vida personal
O'Hare és gai i està casat amb el dissenyador Hugo Redwood des del 28 de juliol de 2011. La parella té un fill adoptiu, Declan. S'identifica com a ateu.

## Filmografia
| Cinema    | Cinema                                | Cinema                                                                | Cinema                            |
| Any       | Títol                                 | Rol                                                                   | Notes                             |
| --------- | ------------------------------------- | --------------------------------------------------------------------- | --------------------------------- |
| 1997      | St. Patrick's Day                     | Russell                                                               |                                   |
| 1998      | River Red                             | Pare                                                                  |                                   |
| 1999      | Sweet and lowdown                     | Jake                                                                  |                                   |
| 2001      | Anniversary Party                     | Ryan Rose                                                             |                                   |
| 2003      | 21 grams                              | Dr. Rothberg                                                          |                                   |
| 2004      | Garden State                          | Albert                                                                |                                   |
| 2005      | Derailed                              | Jerry l'advocat                                                       |                                   |
| 2005      | Heights                               | Andrew                                                                |                                   |
| 2006      | Half Nelson                           | Jimbo                                                                 |                                   |
| 2007      | Charlie Wilson's War                  | Harold Holt                                                           |                                   |
| 2007      | Awake                                 | Analista de notícies financeres                                       |                                   |
| 2007      | The Babysitters                       | Stan Lyner                                                            |                                   |
| 2007      | Michael Clayton                       | Sr. Greer                                                             |                                   |
| 2007      | A Mighty Heart                        | John Bussey                                                           |                                   |
| 2007      | Rocket Science                        | Doyle Hefner                                                          |                                   |
| 2007      | Trainwreck: My Life as an Idiot       | Mike                                                                  |                                   |
| 2008      | Milk                                  | Senador John Briggs                                                   |                                   |
| 2008      | Quarantine                            | Randy                                                                 |                                   |
| 2008      | Changeling                            | Dr Jonathan Steele                                                    |                                   |
| 2008      | Baby Mama                             | Dr. Manheim                                                           |                                   |
| 2008      | Pretty Bird                           | Chuck                                                                 |                                   |
| 2009      | The Proposal                          | Sr. Gilbertson                                                        |                                   |
| 2009      | Duplicity                             | Duke Monahan                                                          |                                   |
| 2009      | An Englishman in New York             | Phillip Steele                                                        |                                   |
| 2009      | Brief Interviews with Hideous Men     | Subjecte #3                                                           |                                   |
| 2010      | Eagles of the Night                   | Ell mateix                                                            |                                   |
| 2010      | Edge of Darkness                      | Moore                                                                 |                                   |
| 2013      | Dallas Buyers Club                    | Dr. Sevard                                                            |                                   |
| 2018      | Vida privada                          | Dr. Dordick 1                                                         |                                   |
| 2018      | Lizzie                                | John Morse 2                                                          |                                   |
| 2019      | Late Night                            | Brad 3                                                                |                                   |
| 2019      | The Goldfinch                         | Lucius Reeve 4                                                        |                                   |
| 2019      | Swallow                               | Erwin                                                                 |                                   |
| 2022      | Infinite Storm                        | Dave                                                                  |                                   |
| Televisió |                                       |                                                                       |                                   |
| Any       | Títol                                 | Rol                                                                   | Notes                             |
| 1993–03   | Law & Order                           | Harold Morrissey / James Smith / Phil Christie / Father Richard Hogan | 4 episodis                        |
| 2000 2013 | Law & Order: Special Victims Unit     | Jimmy Walt / Pare Shea                                                | 2 episodis                        |
| 2001–02   | 100 Centre Street                     | Lou                                                                   | 3 episodis                        |
| 2007–09   | Brothers & Sisters                    | Travis March                                                          | 12 episodis                       |
| 2008      | Law & Order: Criminal Intent          | Pare Shea                                                             | Episodi: "Last Rites"             |
| 2009–10   | CSI: Miami                            | Evan Talbot                                                           | 3 episodis                        |
| 2009–16   | The Good Wife                         | Jutge Charles Abernathy                                               | 9 episodis                        |
| 2010–12   | True Blood                            | Russell Edgington                                                     | Antagonista principal 11 Episodis |
| 2011      | American Horror Story: Murder House   | Larry Harvey                                                          | 8 episodis                        |
| 2013      | Law & Order: Special Victims Unit     | Pare Shea                                                             | Episodi 10: "Presumeu Guilty"     |
| 2013-14   | American Horror Story: Coven          | Spalding                                                              | 10 episodis                       |
| 2014-15   | American Horror Story: Freak Show     | Stanley Spencer                                                       | 10 episodis                       |
| 2014      | The Normal Heart                      | Hiram Keebler                                                         | Pel·lícula per a televisió        |
| 2014      | The Town That Dreaded Sundown         | Alfonso Gómez-Rejon                                                   | Pel·lícula per a televisió        |
| 2014      | Rake                                  | Grahamm Murray                                                        | Episodi: "Cannibal"               |
| 2015-16   | American Horror Story: Hotel          | Liz Taylor/ Nick Pryor                                                | 11 episodis                       |
| 2015      | Banshee                               | Agent Robert Phillips                                                 | Episodi: "A Fixer of Sorts"       |
| 2015      | The Comedians                         | Denis Grant                                                           | 5 episodis                        |
| 2016–18   | This Is Us                            | Jessie                                                                | 4 episodis                        |
| 2016      | American Horror Story: Roanoke        | Dr Elías Cunningham                                                   | 4 episodis                        |
| 2017–21   | The Good Fight                        | Jutge Charles Abernathy                                               | 3 episodis                        |
| 2017      | Broad City                            | Terry                                                                 | Episodi: "Friendiversary"         |
| 2017      | RuPaul's Drag Race                    | Ell mateix                                                            | Episodi: "Snapch Game"            |
| 2019      | Big Little Lies                       | Ira Farber                                                            | 4 episodis                        |
| 2020      | Dr Seuss' The Grinch Musical Live!    | Old Max                                                               | Especial de Televisió             |
| 2021      | American Gods                         | Tyr / Dr. Tyrell                                                      | 3 episodis                        |
| 2021      | American Horror Story: Double Feature | Holden Vaughn                                                         | 4 episodis                        |
| 2021–23   | The Nevers                            | Dr. Edmund Hague                                                      | Principal, 10 episodis            |
| 2022      | American Horror Stories               | Van Wirth                                                             | Episodi: "Dollhouse"              |
| 2022      | American Horror Story: NYC            | Henry                                                                 | 6 episodis                        |
| 2023      | American Horror Story: Delicate       | Dr. Andrew Hill                                                       | TBA                               |

## Teatre
| Any       | Obra             | Paper             |
| --------- | ---------------- | ----------------- |
| 1992      | Hauptmannn       | Richard Hauptmann |
| 1995      | Racing Demon     | Ewan Gilmour      |
| 1998–2004 | Cabaret          | Ernst Ludwig      |
| 2001      | Major Barbara    | Adolphus Cusins   |
| 2003–2004 | Take Me Out      | Mason Marzac      |
| 2004      | Assassins        | Charles Guiteau   |
| 2005      | Sweet Charity    | Oscar Lindquist   |
| 2007      | Inherit the Wind | EK Hornbeck       |
| 2010      | Elling           | Elling            |
| 2012      | Into the Woods   | The Baker         |

## Premis

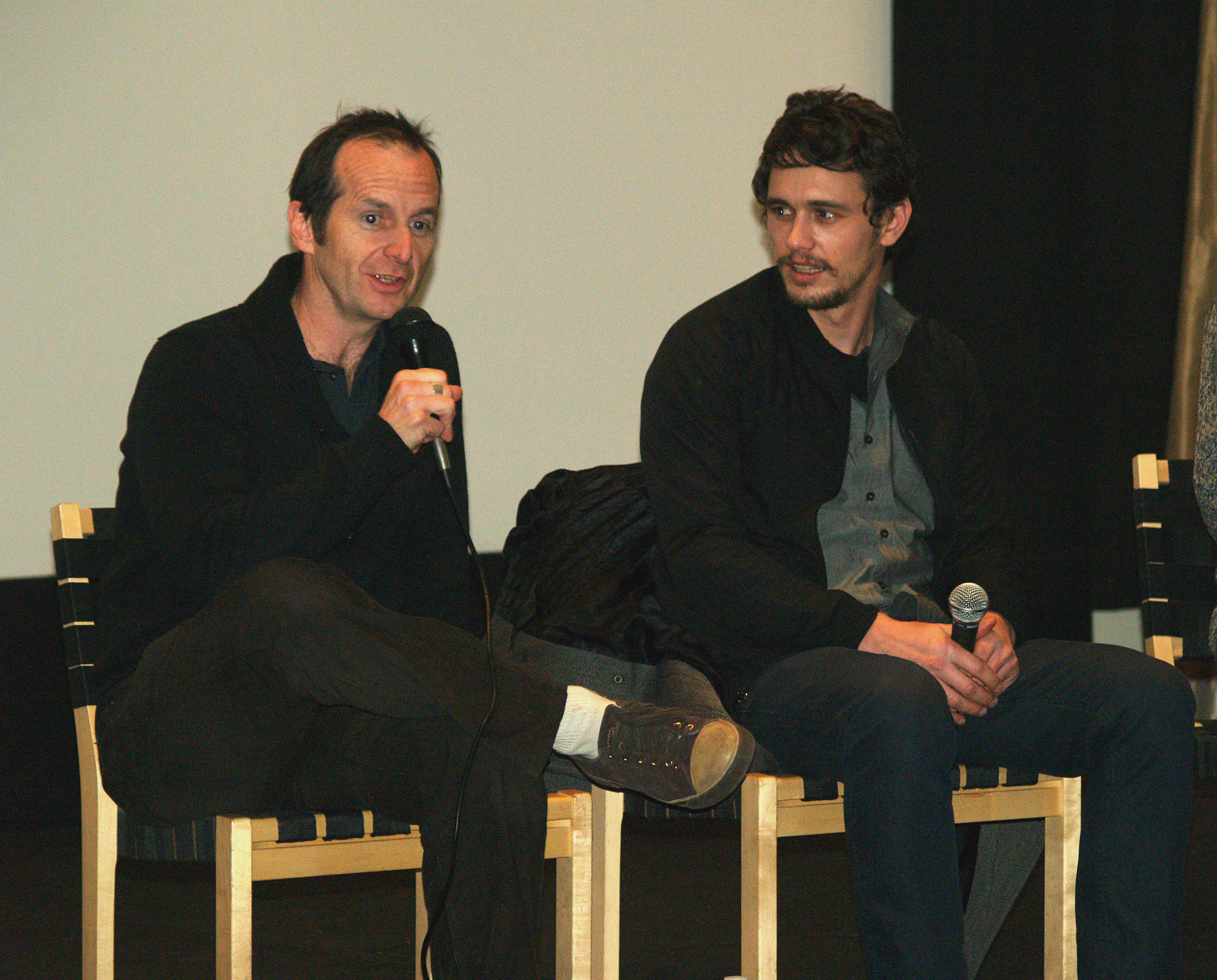
O'Hare i James Franco discutint els seus papers a Milk.

### Bestiars
- 2003 Premi Broadway.com Audience-Actor Destacat Favorit en una Obra de Broadway (Take Me Out )
- 2003 Premi Clarence Derwent - Artista Masculí més prometedor (Take Me Out)
- 2003 Premi Drama Desk - Actor destacat a una Obra de teatre (Take Me Out)
- 2003 Premi Lucille Lortel - Actor Destacat (Take Me Out)
- 2003 Premi Obie - Interpretació Destacada (Take Me Out)
- 2003 Premi Outer Critics Circle - Actor destacat a una Obra de teatre (Take Me Out)
- 2003 Premis Tony - Millor actor destacat en una obra de teatre (Take Me Out)
- 2005 Premi Drama Desk - Millor actor destacat en un Musical (Sweet Charity )

### Nominat
- 1993 Premi Drama Desk - Millor actor destacat en una obra de teatre (Hauptmann)
- 2003 Premi Drama League - Actuació Distingida (Take Me Out)
- 2004 Premi Drama League - Actuació Distingida (Assassins)
- 2004 Premis Tony - Millor actor destacat a Musical (Assassins)
- 2005 Premi Broadway.com Audience-Actor Favorit en Musical (Sweet Charity )
- 2005 Premi Broadway.com Audience - Duo escènic favorit (Sweet Charity)
- 2005 Premi Outer Critics Circle - Millor actor destacat a Musical (Sweet Charity)
- 2006 Premi Drama League - Actuació Distingida (Sweet Charity)
- 2007 Premi Drama League - Actuació Distingida (Inherit the Wind i A Spanish Play)
- 2013 Premi del Sindicat d'Actors - Millor repartiment (Dallas Buyers Club)
- 2011 Premi Emmy per - American Horror Story per Larry.
- 2015 Premi Emmy per - American Horror Story per Stanley.